# David Bradley (fodboldspiller)
David Bradley (født 16. januar 1958) i Salford, England) er en engelsk tidligere professional fodboldspiller, der spillede som midterforsvar i en række klubber i the Football League.